# Старосеверная бухта
Старосе́верная бу́хта — часть Севастопольской бухты, вдаётся в Северную сторону Севастополя. Располагается в полутора километрах к востоку от Константиновского мыса. Ограничена с востока мысом Кордон. Своё название получила в 1910 году, сменив старое название — Северная. Смена названия была обусловлена переносом судопотоков с этой бухты в соседнюю, к которой и перешло старое название; — «Северная».
В бухте находятся причальные сооружения научно-исследовательского института, рыбколхоза «Путь Ильича» и базы-стоянки рыболовов-любителей.